# Richard Flood
Richard Flood (* 28. Juli 1982 in Dublin, Irland) ist ein irischer Schauspieler.

## Leben
Bekannt wurde er durch seine Rolle des Detective Thomas „Tommy“ McConnel in Crossing Lines und seine Rolle des Garda Superintendent James McKay in Red Rock.
Seit 2012 ist Richard Flood mit seiner Crossing-Lines-Serienkollegin Gabriella Pession liiert. 2014 kam ihr erstes gemeinsames Kind zur Welt und 2016 heirateten sie.

## Filmografie (Auswahl)
Serien
- 2007: Deirdre Of The Sorrows
- 2012: Titanic: Blood and Steel
- 2013–2014: Crossing Lines
- 2015–2016: Red Rock
- 2017–2018: Shameless
- 2019–2022: Grey’s Anatomy (Fernsehserie, 35 Folgen)

Filme
- 2010: Three Wise Women
- 2011: Solo
- 2013: Taking the Boat